# Eyalet di Uyvar
L'eyalet di Uyvar (in turco: Eyalet-i Uyvar), fu un eyalet dell'Impero ottomano.

## Storia
L'eyalet di Uyvar venne fondato al tempo del regno di Mehmed IV. Nel 1663 una spedizione ottomana guidata da Köprülü Fazıl Ahmed sconfisse la locale guarnigione austriaca nella città di Uyvar (attuale Nové Zámky, Slovacchia) e conquistò la regione. La pace di Vasvár riconobbe poi il controllo ottomano sull'eyalet. Tale territorio tornò all'Austria dopo la firma del trattato di Karlowitz nel 1699.
I residenti di Uyvar pagavano 50 Akçe a testa di tassa (1 ducato d'oro equivaleva all'epoca a circa 200 Akçe). Ogni anno la provincia riscuoteva la somma di 1.090.150 Akçe.

## Geografia antropica

### Suddivisioni amministrative
I sanjak dell'eyalet di Uyvar nel XVII secolo erano:
1. sanjak di Leve
2. sanjak di Novigrad
3. sanjak di Holok
4. sanjak di Boyak
5. sanjak di Shaswar